# Carpodacus rhodopeplus
Carpodacus rhodopeplus là một loài chim trong họ Fringillidae.